# Campeonato da Europa de Atletismo de 2018 - Maratona feminina
A prova da maratona feminina do Campeonato da Europa de Atletismo de 2018 foi disputada no dia 12 de agosto de 2018 pelas ruas de Berlim, com chegada no Estádio Olímpico de Berlim. 

## Recordes
Antes desta competição, os recordes mundiais e do campeonato nesta prova eram os seguintes:
|                       | Nome              | Nacionalidade | Tempo    | Local   | Data                 |
| --------------------- | ----------------- | ------------- | -------- | ------- | -------------------- |
| Recorde mundial       | Paula Radcliffe   | Reino Unido   | 2h15m25s | Londres | 13 de abril de 2003  |
| Recorde do campeonato | Christelle Daunay | França        | 2h25m14s | Zurique | 16 de agosto de 2014 |
| Recorde europeu       | Paula Radcliffe   | Reino Unido   | 2h15m25s | Londres | 13 de abril de 2003  |

## Medalhistas
| Ouro                  | Prata                 | Bronze                      |
| Volha Mazuronak (BLR) | Clémence Calvin (FRA) | Eva Vrabcová-Nývltová (CZE) |

## Cronograma
Todos os horários são locais (UTC+2).
| Data         | Hora  | Evento |
| ------------ | ----- | ------ |
| 12 de agosto | 09:05 | Final  |

## Resultado
| Posição           | Atleta                 | Nacionalidade | Tempo   | Notas                |
| ----------------- | ---------------------- | ------------- | ------- | -------------------- |
| Medalha de ouro   | Volha Mazuronak        | Bielorrússia  | 2:26:22 |                      |
| Medalha de prata  | Clémence Calvin        | França        | 2:26:28 |                      |
| Medalha de bronze | Eva Vrabcová-Nývltová  | Chéquia       | 2:26:31 | Recorde nacional     |
| 4                 | Maryna Damantsevich    | Bielorrússia  | 2:27:44 | Recorde pessoal      |
| 5                 | Nastassia Ivanova      | Bielorrússia  | 2:27:49 | Recorde da temporada |
| 6                 | Sara Dossena           | Itália        | 2:27:53 | Recorde pessoal      |
| 7                 | Martina Strähl         | Suíça         | 2:28:07 | Recorde pessoal      |
| 8                 | Catherine Bertone      | Itália        | 2:30:06 |                      |
| 9                 | Trihas Gebre           | Espanha       | 2:32:13 | Recorde pessoal      |
| 10                | Izabela Trzaskalska    | Polónia       | 2:33:43 |                      |
| 11                | Fabienne Amrhein       | Alemanha      | 2:33:44 |                      |
| 13                | Nina Savina            | Bielorrússia  | 2:33:50 | Recorde pessoal      |
| 13                | Azucena Díaz           | Espanha       | 2:34:00 |                      |
| 14                | Fatna Maraoui          | Itália        | 2:34:48 |                      |
| 15                | Tracy Barlow           | Grã-Bretanha  | 2:35:00 |                      |
| 16                | Katharina Heinig       | Alemanha      | 2:35:00 |                      |
| 17                | Mikaela Larsson        | Suécia        | 2:35:06 | Recorde pessoal      |
| 18                | Ruth van der Meijden   | Países Baixos | 2:35:44 |                      |
| 19                | Olha Kotovska          | Ucrânia       | 2:35:56 |                      |
| 20                | Bojana Bjeljac         | Croácia       | 2:37:31 | Recorde pessoal      |
| 21                | Sonia Samuels          | Grã-Bretanha  | 2:37:36 |                      |
| 22                | Hanna Lindholm         | Suécia        | 2:37:44 |                      |
| 23                | Elena Loyo             | Espanha       | 2:37:54 |                      |
| 24                | Marta Galimany         | Espanha       | 2:38:25 |                      |
| 25                | Darya Mykhaylova       | Ucrânia       | 2:38:30 | Recorde da temporada |
| 26                | Gloria Privilétzio     | Grécia        | 2:38:39 | Recorde pessoal      |
| 27                | Milda Eimonte          | Lituânia      | 2:38:58 |                      |
| 28                | Laura Hrebec           | Suíça         | 2:39:03 | Recorde pessoal      |
| 29                | Lizzie Lee             | Irlanda       | 2:40:12 |                      |
| 30                | Caryl Jones            | Grã-Bretanha  | 2:40:41 | Recorde da temporada |
| 31                | Breege Connolly        | Irlanda       | 2:41:53 |                      |
| 32                | Malin Starfelt         | Suécia        | 2:42:32 |                      |
| 33                | Gladys Ganiel O'Neill  | Irlanda       | 2:42:42 |                      |
| 34                | Nikolina Šustić        | Croácia       | 2:42:44 | Recorde pessoal      |
| 35                | Tubay Erdal            | Turquia       | 2:43:10 |                      |
| 36                | Ourania Rebouli        | Grécia        | 2:44:32 |                      |
| 37                | Ümmü Kiraz             | Turquia       | 2:45:28 |                      |
| 38                | Vira Ovcharuk          | Ucrânia       | 2:46:45 | Recorde da temporada |
| 39                | Karoline Moen Guidon   | Suíça         | 2:46:56 |                      |
| 40                | Fanni Gyurkó           | Hungria       | 2:47:20 |                      |
| 41                | Nikolina Stepan        | Croácia       | 2:47:55 |                      |
| 42                | Paula Todoran          | Roménia       | 2:47:58 |                      |
| 43                | Vaida Žūsinaitė        | Lituânia      | 2:50:49 |                      |
| 44                | Elif Dagdelen          | Turquia       | 2:50:59 |                      |
| 45                | Matea Matošević        | Croácia       | 2:56:29 |                      |
| 46                | Laura Gotti            | Itália        | 3:34:13 |                      |
| 47                | Iryna Somava           | Bielorrússia  | DNF     |                      |
| 47                | Viktoriya Khapilina    | Ucrânia       | DNF     |                      |
| 47                | Clara Simal            | Espanha       | DNF     |                      |
| 47                | Lily Partridge         | Grã-Bretanha  | DNF     |                      |
| 47                | Cecilia Norrbom        | Suécia        | DNF     |                      |
| 47                | Andrea Deelstra        | Países Baixos | DNF     |                      |
| 47                | Ilona Marhele          | Letônia       | DNF     |                      |
| 47                | Laura Hottenrott       | Alemanha      | DNF     |                      |
| 47                | Charlotte Purdue       | Grã-Bretanha  | DNF     |                      |
| 47                | Sonia Tsekini-Boudouri | Grécia        | DNF     |                      |

Legenda
| Recorde mundial       | Recorde mundial (World record)               |                       | Recorde africano                      | Recorde africano (African) |                                           | Q | Classificado por posição (Qualified) |
| Recorde do campeonato | Recorde do campeonato (Championship record)  | Recorde da América    | Recorde da América (Americas)         | q                          | Classificado por melhor tempo (Qualified) |   |                                      |
| Melhor marca do ano   | Melhor marca do ano (World leading)          | Recorde asiático      | Recorde asiático (Asian)              | DNS                        | Não largou (Did not start)                |   |                                      |
| Recorde nacional      | Recorde nacional (National record)           | Recorde europeu       | Recorde europeu (European)            | DNF                        | Não terminou (Did not finish)             |   |                                      |
| Recorde pessoal       | Recorde pessoal do atleta (Personal best)    | Recorde da Oceania    | Recorde da Oceania (Oceania)          | DSQ / DQ                   | Desclassificado (Disqualified)            |   |                                      |
| Recorde da temporada  | Recorde da temporada do atleta (Season best) | Recorde sul-americano | Recorde sul-americano (South America) | NM                         | Sem marca (No mark)                       |   |                                      |